# (12238) Actor
(12238) Actor, désignation internationale (12238) Actor, est un astéroïde troyen jovien.

## Description
(12238) Actor est un astéroïde troyen jovien, camp grec, c'est-à-dire situé au point de Lagrange L4 du système Soleil-Jupiter. Il présente une orbite caractérisée par un demi-grand axe de 5,174 UA, une excentricité de 0,123 et une inclinaison de 21,1° par rapport à l'écliptique.
Il est nommé en référence au personnage de la mythologie grecque Actor, acteur du conflit légendaire de la guerre de Troie.

## Compléments